# Harderbach
Harderbach (lb. Haarderbaach) – mała miejscowość (lieu-dit) w północnym Luksemburgu, w kantonie Wiltz, w gminie Goesdorf. Do 3 października 2015 miejscowość leżała w dystrykcie Diekirch.  